# Gorgonine

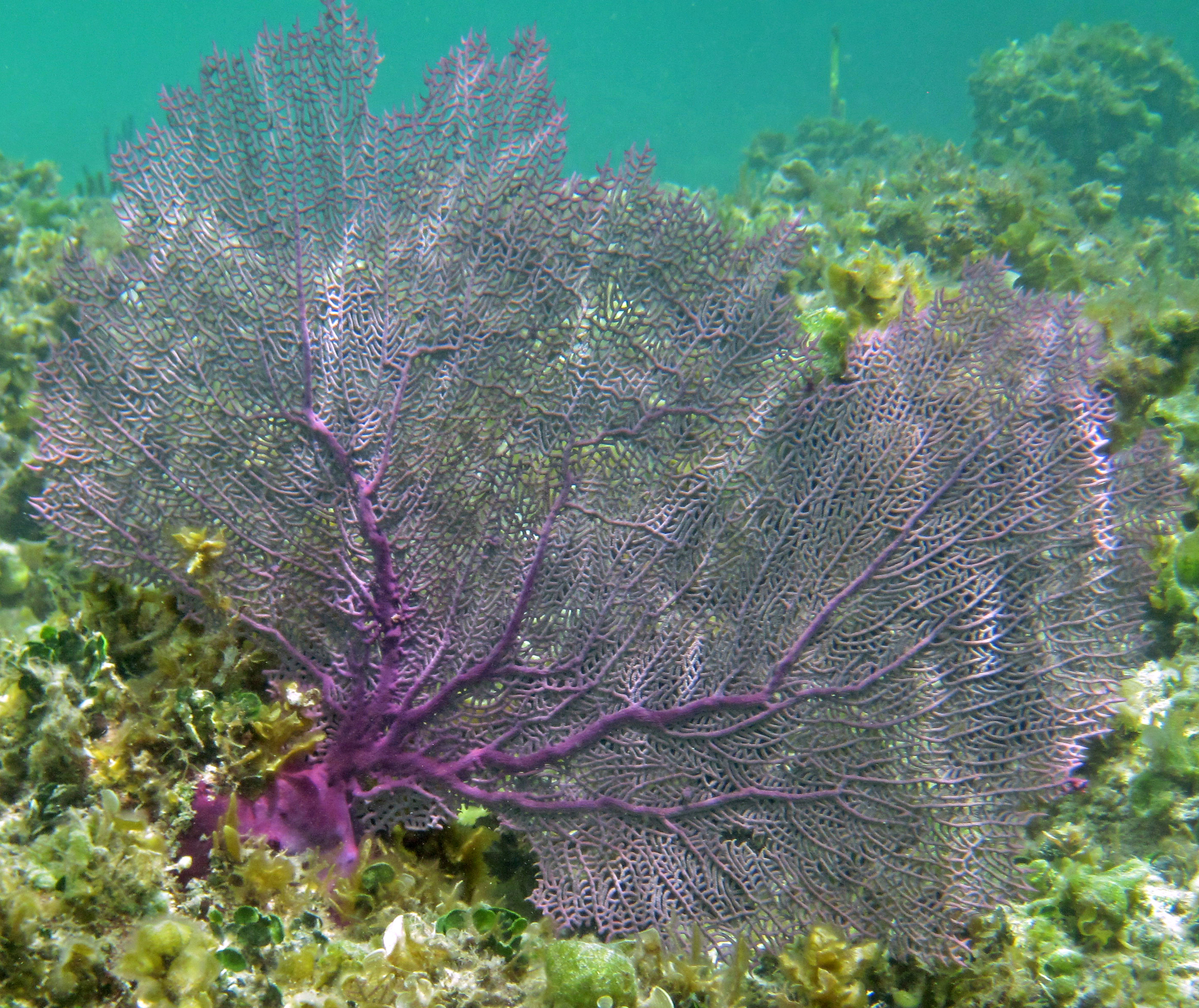
De stam van de hoornkoraal Gorgonia ventalina is rijk aan het vezeleiwit gorgonine

Gorgonine is een vezelig eiwit dat een hoofdbestanddeel is van het hoornachtige skelet van vele soorten hoornkoralen (diverse koralen uit de onderklasse Octocorallia). Het eiwit bevat vaak grote hoeveelheden broom, jodium en is bijzonder rijk aan tyrosine. Gorgonine komt in opbouw sterk overeen met de organische skeletstof van doornkoralen (Antipatharia).
Uit röntgenkristallografie en andere biochemisch onderzoek blijkt dat gorgonine een collageen is dat crosslinks vormt via een proces genaamd quinone-tanning. Gorgonine maakt geen deel uit van het mesoglea.

## Metingen
Metingen van de gorgonine en calciet kunnen gebruikt worden bij onderzoek in paleoklimatologie en paleo-oceanografie. Onderzoek naar de groei, samenstelling en structuur van het skelet van bepaalde hoornkoralen (bijvoorbeeld Primnoa resedaeformis en Plexaurella dichotoma) kunnen sterk gecorreleerd zijn met seizoens- en klimatologische variatie.